# Amadeu IV de Savoia
Amadeu IV de Savoia   (Montmélian, 1197 (Gregorià) - Château de Montmélian, 24 de juny de 1253) fou el comte de Savoia entre 1233 i 1253.

## Biografia
Va néixer el 1197 sent el fill primogènit del comte Tomàs I de Savoia i la seva esposa Margarida de Ginebra. Era net per línia paterna d'Humbert III de Savoia i Beatriu de Mâcon, i per línia materna de Guillem I de Savoia. Mitjançant el casament de la seva germana Beatriu s'emparentà amb el comte Ramon Berenguer V de Provença, i fou així mateix el germà dels també comtes Tomàs II, Pere II i Felip I. Va morir el 13 de juliol de 1253 al castell de Montmélian, i fou succeït pel seu fill Bonifaci I de Savoia.

## Ascens al tron comtal
Com a fill primogènit fou el legítim hereu del seu pare l'any 1233, any de la mort d'aquell, però hagué de lluitar contínuament contra els seus germans per aconseguir el poder. Amb l'ajuda de Manfred III de Saluzzo i Bonifaci II de Montferrat va poder aturar una revolta iniciada pels seus germans Pere i Aimone a la Vall d'Aosta. Així mateix, amb l'ajuda del seu germà, el príncep del Piemont Tomàs s'enfrontà a les comunes de Torí i Pinerolo.
Partidari de l'emperador Frederic II del Sacre Imperi Romanogermànic en la lluita d'aquest contra el papat, aconseguí estendre els seus dominis sobre el Chablais, el comtat de Viena, el Piemont i la Ligúria.

## Núpcies i descendents
Va casar-se el 1222 amb Anna de Borgonya i d'Albon, filla del duc Hug III de Borgonya i Beatriu d'Albon.D'aquesta unió nasqueren:
- Beatriu de Savoia (?-1259), casada el 1233 amb Manfred III de Saluzzo i el 1247 amb el rei Manfred I de Sicília
- Margarida de Savoia (?-1254), casada el 1235 amb Bonifaci II de Montferrat i posteriorment amb Aimar III de Poitiers

Es casà, en segones núpcies, l'any 1244 amb Cecília dels Baus, filla del senyor Barral dels Baus i de Sibil·la d'Anduze. D'aquesta unió nasqueren:
- Bonifaci I de Savoia (1244-1263), comte de Savoia
- Beatriu de Savoia i dels Baus (?-1292), casada amb Pere de Chalon i el 1274 amb l'infant Joan Manuel de Borgonya i de Suàbia
- Elionor de Savoia
- Constança de Savoia